# Фабріс Мартен
Фабріс Мартен (фр. Fabrice Martin) — французький тенісист, спеціаліст із парної гри.

## Значні фінали

### Фінали турнірів Великого шолома

#### Пари: 1
| Результат | Рік  | Турнір      | Поверхня | Партнер      | Супротивники             | Рахунок       |
| --------- | ---- | ----------- | -------- | ------------ | ------------------------ | ------------- |
| Поразка   | 2019 | French Open | Ґрунт    | Жеремі Шарді | Кевін Кравіц Андреас Міс | 2-6, 6-7(3-7) |